# الواسطة (الرقة)
الواسطة قرية سورية تتبع ناحية الجرنية في منطقة الثورة في محافظة الرقة. بلغ عدد سكانها 396 نسمة في عام 2004 حسب إحصاء المكتب المركزي للإحصاء.